# DBUs Landspokalturnering 2009-2010
La DBUs Landspokalturnering 2009-2010 è la 56ª edizione della coppa danese.  È stata sponsorizzata dall'"Ekstra Bladet" che ha dato il nome alla competizione cioè Coppa Ekstra Bladet.
Ha preso il via nell'agosto 2009 ed è terminata il 13 maggio 2010. La finale si è svolta al Parken Stadium di Copenaghen ed è stata vinta dal Nordsjælland.

## Sesto turno
| Squadra 1    | Squadra 2 | Andata | Ritorno | Totale |
| ------------ | --------- | ------ | ------- | ------ |
| Midtjylland  | OB        | 2–0    | 2–2     | 4–2    |
| Nordsjælland | Vejle     | 2-0    | 2-0     | 4-0    |

## Finale
| Copenaghen 13 maggio 2010 | Football Club Nordsjælland | 2 – 0 (dts) referto | Midtjylland | Parken Stadium (18.856 spett.)\| Arbitro: \| Nicolai Vollquartz \| |
| Arbitro:                  | Nicolai Vollquartz         |                     |             |                                                                    |